# Mei Juecheng
En aquest nom xinès, el cognom és Mei.
Mei Juecheng (xinès: 梅瑴成)  (Xuancheng, 19 de maig de 1681 - Xina, 20 de novembre de 1763) va ser un matemàtic xinès.

## Vida i obra
Era fill de Mei Yiyan i net de Mei Wending, qui va ser el seu professor de matemàtiques a Baoding. El seu avi també va ser el mestre del fill del poderós ministre imperial Li Guangdi, molt interessat per la ciència. El 1703, Mei va acompanyat el seu avi en una visita a la cort imperial de l'emperador Kangxi a Pequin i, a partir de llavors, va estar encarregat de compilar, en una gran enciclopèdia, els treballs matemàtics xinesos i occidentals, amb un equip d'erudits encapçalats per Li Guangdi i el cinquè fill de l'emperador, Yunzhi. Entre els col·laboradors hi va haver Minggatu, Chen Houyao (1648-1722), He Guozong (1687-1766), Wang Lansheng (1679–1737), Fang Bao (1668–1749), Gu Chenxu (1678–1747), He Guodong (?-?), Joohai (?-?) i d'altres.
El 1713 es va fundar l'Acadèmia de Matemàtiques, que va dirigir fins a la seva mort, i el 1723 es va publicar l'enciclopèdia, amb el títol de Essència de les Matemàtiques Imperials (御製數理精蘊, Shuli jingyun). Mei Juecheng va ser molt hàbil, posant de manifest que molts dels mètodes occidentals, introduïts pels jesuïtes, eren iguals que antics mètodes xinesos, per exemple que el mètode xinès clàssic del song-yuan era equivalent a les fórmules algebraiques. Amb aquesta estrategia va aconseguir que es renovés l'interès per les matemàtiques a la Xina que havia estat menystingut per considerar-la una ciència importada i poc xinesa, arribant a afirmar que les antigues tècniques xineses que s'havien perdut, van ser retrobades molt més tard pels europeus amb els seus contactes amb l'imperi xinès. Va patir l'oposició de Jiang Yong (1681-1762) qui considerava que els coneixements matemàtics eren netament europeus.
Els anys 1730's i 1740's va fer treballs sobre el calendari i sobre història de la dinastia Ming intentant preservar els antics instruments astronòmics de les dinasties Ming i Yuan i, després de retirar-se, va publicar una compilació de les obres del seu avi, Mei Wending, (1759) a les quals va afegir dos tractats seus, un de ells titulat Perles perdudes del riu vermell (赤水遗珍, Chishui yizhen) que és el primer treball xinès sobre l'expansió de les sèries infinites.